# George Budd
George Budd (ur. 23 lutego 1808 w North Taunton, zm. 14 marca 1882 w Ashleigh by Barnstaple) – angielski lekarz.

## Życiorys
Był synem chirurga Samuela Budda. Posiadał liczne rodzeństwo – ośmiu braci (z czego sześciu zostało lekarzami) i jedną siostrę. Studiował m.in. w Cambridge (początkowo w St John’s College, a następnie w Gonville and Caius College), gdzie uzyskał dyplom lekarza, w Paryżu oraz w Middlesex Hospital w Londynie.
Jego pierwszym miejscem pracy było stanowisko lekarza na okręcie szpitalnym Dreadnaught Hospital Ship. W 1840 roku został profesorem medycyny w King’s College. W roku 1845 opublikował pracę Diseases of the Liver, w której zawarł opis zespołu objawów związanych z zamknięciem żył wątrobowych przez zakrzep. Choć nie był pierwszym, który też zespół zauważył, został on przez niego wyjątkowo klarownie przedstawiony, w związku z czym przypisuje mu się pierwszeństwo jego opisu. Dla upamiętnienia Budda zespół objawów wywołanych zakrzepicą żył wątrobowych nazwano zespołem Budda-Chiariego.
W 1863 zrezygnował z pracy naukowej i poświęcił praktyce prywatnej. Zmarł w 1882 roku na zapalenie płuc.
Brat Georga Budda, William, był znanym badaczem tyfusu.